# Poetenes Evangelium
Poetenes Evangelium es el primer trabajo solista de Morten Harket, vocalista de a-ha, lanzado el 9 de noviembre de 1993, sólo meses después del lanzamiento de Memorial Beach, último trabajo de a-ha antes de separarse.
El álbum sólo se lanzó en Noruega y Suecia, lo que no le convirtió en un lanzamiento internacional.
Ningún sencillo fue extraído de este álbum pero sí existen los vídeos musicales de Natten (La Noche), Salome (Salomé) y Engelen (Ángel).

## Listado de temas
Poetenes Evangelium cuenta con 12 temas, todos compuestos por Øivind Varkøy y con letra de varios poetas noruegos.
Los temas son:
- 1. Natten (3:16) - The Night - Jens Bjørneboe
- 2. Hymne Til Josef (5:03) Hymn To Joseph - Inger Hagerup
- 3. Salome (3:48) Salome - Jens Bjørneboe
- 4. Elisabet Synger Ved Johannes Døperens Død (3:22) - Elisabeth Sings At John The Baptist’s Death - Erik Fosnes Hansen
- 5. Fra Templet (2:44) - From The Temple - Georg Johannesen
- 6. Hvor Krybben Stod (3:15) - Where The Crib Stood - Arnold Eidslott
- 7. Rytteren (3:02) - The Rider - Arnold Eidslott
- 8. Sviket (3:55) - The Betrayal - Inger Hagerup
- 9. Påske (4:02) - Easter - Jens Bjørneboe
- 10. Den Fremmede (3:30) - The Stranger - Kaj Skagen
- 11. Den Fremmede Taler Til Mennesket (3:47) - The Stranger Talks To Mankind - Kaj Skagen
- 12. Engelen (3:58) - Angel - Håvard Rem

## Créditos
- Vocales: Morten Harket
- Teclados y arreglos: Kjetil Bjerkerstrand
- Guitarra: Frode Alnæs
- Batería: Per Hillestad
- Violín: Berit Værnes and Øyvor Volle
- Cello: Bjørg Værnes Oslo Kammerkor
- Bajo (11, 12): Kjetil Saunes

- Música en todas los temas por: Øivind Varkøy
- letra: varios poetas noruegos.

- Producido por: Erik Hillestad

- Discográfica: Kirkelig Kulturverksted.

- Datos: Q2253272